# Justin Meram
Justin David Meram (Shelby, 4 dicembre 1988) è un ex calciatore statunitense naturalizzato iracheno, di ruolo attaccante.

## Carriera
Nato negli Stati Uniti da genitori iracheni, Meram gioca con i Columbus Crew, squadra di MLS; dal 2014 gioca stabilmente con la nazionale irachena.
Il 29 gennaio 2018 passa all'Orlando City.

## Statistiche

### Presenze e reti nei club
Statistiche aggiornate al 22 luglio 2021.
| Stagione              | Club                  | Campionato            | Campionato | Campionato | Coppe nazionali | Coppe nazionali | Coppe nazionali | Coppe continentali | Coppe continentali | Coppe continentali | Altre coppe | Altre coppe | Altre coppe | Totale | Totale |
| Stagione              | Club                  | Comp                  | Pres       | Reti       | Comp            | Pres            | Reti            | Comp               | Pres               | Reti               | Comp        | Pres        | Reti        | Pres   | Reti   |
| --------------------- | --------------------- | --------------------- | ---------- | ---------- | --------------- | --------------- | --------------- | ------------------ | ------------------ | ------------------ | ----------- | ----------- | ----------- | ------ | ------ |
| 2011                  | Columbus Crew         | MLS                   | 17         | 0          | USOC            | 1               | 0               | CCL                | 2                  | 0                  | -           | -           | -           | 20     | 0      |
| 2012                  | Columbus Crew         | MLS                   | 22         | 4          | USOC            | 1               | 0               | -                  | -                  | -                  | -           | -           | -           | 23     | 4      |
| 2013                  | Columbus Crew         | MLS                   | 19         | 1          | USOC            | 2               | 1               | -                  | -                  | -                  | -           | -           | -           | 21     | 2      |
| 2014                  | Columbus Crew         | MLS                   | 32+2       | 8+1        | USOC            | 1               | 0               | -                  | -                  | -                  | -           | -           | -           | 33+2   | 8+1    |
| 2015                  | Columbus Crew         | MLS                   | 31+5       | 6+1        | USOC            | 2               | 0               | -                  | -                  | -                  | -           | -           | -           | 33+5   | 6+1    |
| 2016                  | Columbus Crew         | MLS                   | 33         | 5          | USOC            | 2               | 1               | -                  | -                  | -                  | -           | -           | -           | 35     | 6      |
| 2017                  | Columbus Crew         | MLS                   | 34+5       | 13+1       | USOC            | 1               | 0               | -                  | -                  | -                  | -           | -           | -           | 40     | 14     |
| 2018                  | Orlando City          | MLS                   | 17         | 1          | USOC            | 1               | 1               |                    | -                  | -                  |             | -           | -           | 18     | 2      |
| 2018                  | Columbus Crew         | MLS                   | 12         | 1          | USOC            | -               | -               |                    | -                  | -                  |             | -           | -           | 12     | 1      |
| 2019                  | Columbus Crew         | MLS                   | 9          | 0          | USOC            | -               | -               |                    | -                  | -                  |             | -           | -           | 18     | 2      |
| Totale Columbus Crew  | Totale Columbus Crew  | Totale Columbus Crew  | 221        | 41         |                 | 10              | 2               |                    | 2                  | 0                  |             | -           | -           | 233    | 43     |
| 2019                  | Atlanta United        | MLS                   | 21         | 4          | USOC            | 5               | 0               |                    | -                  | -                  | CC          | 1           | 0           | 27     | 4      |
| 2020                  | Real Salt Lake        | MLS                   | 22         | 3          |                 | -               | -               |                    | -                  | -                  |             | -           | -           | 22     | 3      |
| 2021                  | Real Salt Lake        | MLS                   | 13         | 0          |                 | -               | -               |                    | -                  | -                  |             | -           | -           | 13     | 0      |
| Totale Real Salt Lake | Totale Real Salt Lake | Totale Real Salt Lake | 35         | 3          |                 | -               | -               |                    | -                  | -                  |             | -           | -           | 35     | 3      |
| Totale Carriera       | Totale Carriera       | Totale Carriera       | 282+12     | 46+3       |                 | 16              | 3               |                    | 2                  | 0                  |             | 1           | 0           | 310    | 51     |

## Palmarès

### Competizioni nazionali
- U.S. Open Cup: 1

Atlanta United: 2019